# 呂一鳳
呂一鳳（1552年—？），字舜卿，號栩宇，山東兗州府東平州人，軍籍，明朝政治人物。

## 生平
萬曆七年（1579年）己卯科山東鄉試第四十四名，萬曆八年（1580年）庚辰科會試第二百三十四名，登三甲第一百一十一名進士。兵部觀政，本年任陝西韩城知县，十四年致仕。

## 家族
曾祖呂漢；祖父呂朝陽；父呂百川。母袁氏。